# 北朝鮮によるヨルダン人拉致
北朝鮮によるヨルダン人拉致（きたちょうせんによるヨルダンじんらち）とは、ヨルダン国籍の一般市民が朝鮮民主主義人民共和国（北朝鮮）特殊機関の工作員などにより拉致・誘拐された事件および状態。深刻な人権侵害であり、ヨルダン・ハシミテ王国に対する重大な主権侵害行為である。
拉致されたのは若い女性で、その時期や場所、女性の年齢などは不詳であるが、1970年代後半であることははっきりしている。この女性については、1978年に香港（当時、イギリス領）で北朝鮮工作員によって拉致された韓国出身の女優崔銀姫による目撃証言がある。

## 崔銀姫証言
1978年1月にイギリス領香港で北朝鮮工作員によって拉致された、大韓民国の有名な女優崔銀姫は、自身が抑留生活のなかで見聞きしたことを手記に記録しており、拉致被害者とみられるヨルダン人女性についても記されている。
それによれば、崔銀姫がヨルダン人女性と会ったのは1978年の12月に入ってのことであり、彼女が平壌直轄市龍城区域東北里の招待所に収容されているときであった。鼻が高く、肌の美しい西洋人風の女性で崔がどこから来たのか英語で尋ねると、「ヨルダンです」と答えた。相手も崔に関心を持っているようで、同じことを聞かれたが「サウス・コリア」と答えるのは具合がわるいと彼女は考え、「日本から」と答えたという。相手は、崔がかぶっていた帽子に興味をもち、それについて質問したので自分で編んだことを伝えた。いま幸せなのかをヨルダン人女性に質問すると、家族に手紙も出せず、気詰まりだと答えたという。
世話係にこの件を話すと、今後は会わない方がよいだろうと答えた。自分で編んだ帽子を彼女にプレゼントした。直接渡そうとしたが、それは禁止された。ヨルダン人女性は、クリスマスにシフォンのスカーフを贈ってくれた。彼女が住んでいたのは4号閣であったが、翌年の夏、そこにはポルトガル領マカオから拉致された中国人女性孔令譻が住むようになり、崔銀姫と親しくなった。
なお、1978年のレバノン人女性拉致事件の4人の被害女性たちは、自分たち以外にもフランス人3人、イタリア人3人、オランダ人2人を含む中東・欧州出身の若い女性28人が工作員養成キャンプに集められ、柔道、テコンドー、空手、盗聴技術などを伝授されたことを証言している。

## 北朝鮮による国際的拉致の実態と解決策に関する国際会議
2006年12月13日に東京都内で開催された「北朝鮮による国際的拉致の実態と解決策に関する国際会議」には、拉致被害関係国として駐日ヨルダン大使もこれに参加した。この会議には、崔銀姫も参加した。崔は、彼女がヨルダン人女性と交流があった時期、ヨルダン国王の訪朝があったことを述べ、この件について彼女は、自国の女性が拉致されて自由が奪われているのに、それとかかわりなく国交を結ぼうとする行為は嘆かわしいと当時は考えていたことをコメントした。